# Ajos Dimitrios (gmina)
Ajos Dimitrios (gr. Δήμος Αγίου Δημητρίου, Dimos Ajiu Dimitriu) – gmina w Grecji, w administracji zdecentralizowanej Attyka, w regionie Attyka, w jednostce regionalnej Ateny-Sektor Południowy. Siedzibą i jedyną miejscowością gminy jest Ajos Dimitrios. W 2011 roku liczyła 71 294 mieszkańców.